# Wrecking Crew
Wrecking Crew (レッキングクルー?, Rekkingu Kurū) è un videogioco d'azione rompicapo del 1985 pubblicato da Nintendo per Nintendo Entertainment System. Appartenente al franchise di Mario, il gioco ha ricevuto conversioni per Famicom Disk System e Game Boy Advance, distribuite solamente in Giappone. Nel 1998 è stato realizzato un seguito di Wrecking Crew per Super Famicom dal titolo Wrecking Crew '98. Il videogioco è stato inoltre distribuito tramite Virtual Console per Wii, Nintendo 3DS e Wii U.

## Modalità di gioco
In Wrecking Crew si controllano Mario e Luigi che lavorano in un cantiere di demolizioni. Sono presenti 100 livelli che possono essere giocati anche in modalità cooperativa. L'obiettivo di ogni livello è distruggere i muri di pietra, le scale, e altri oggetti con l'ausilio di un martello. In ogni livello ci sono diversi nemici che provano a fermare Mario e Luigi:
- Attrezzosauro (Gotcha Wrench) - Un dinosauro a forma di chiave inglese che insegue Mario per tutto il livello.
- Eggplant Man - Una melanzana umanoide che prova ad acchiappare Mario.
- Caposquadra Spike (Foreman Spike) - Il capo di Mario e Luigi, sabota il loro lavoro cercando di far cadere cose addosso a loro colpendole con il martello o rompendo le scale. Se Mario o Luigi viene colpito, cadrà sul fondo del livello.
- Sfera di fuoco (Fireball) - Una palla di fuoco che appare in un punto se si sta troppo tempo fermi.

Mario e Luigi possono utilizzare la dinamite ed intrappolare i nemici dietro le porte. In alcuni livelli, colpendo determinate bombe, è possibile ottenere bonus. Ad esempio raccogliendo le lettere che compongono i nomi "MARIO" o "LUIGI" si otterrà una vita extra. Wrecking Crew presenta un editor di livelli.

## Sviluppo
Wrecking Crew è il primo videogioco realizzato dal game designer Yoshio Sakamoto, noto per essere uno dei creatori di Metroid.

## Accoglienza
In Giappone, Game Machine ha elencato Vs. Wrecking Crew nel suo numero del 1º ottobre 1984 come la tredicesima unità arcade di maggior successo del mese.

## Riedizioni
Wrecking Crew è stato riedito il 1989 per il Family Computer Disk System e nel 2004 come quattordicesimo gioco della serie Famicom Mini su Game Boy Advance. È stato anche incluso come gioco bonus nel suo sequel, Wrecking Crew '98.
Il gioco è stato ripubblicato per la Virtual Console del Wii nel 2007. È stato anche distribuito gratuitamente per un breve periodo ai membri del "Programma Fedeltà" del Nintendo 3DS nel settembre 2011, prima che venisse reso disponibile per l'acquisto per la Virtual Console del 3DS in Giappone nel settembre 2012 e in altri territori nel corso del 2013. Wrecking Crew è stato reso disponibile anche per la Virtual console del Wii U nel giugno 2013. Tutte le versioni per Virtual Console, ad eccezione di quella per 3DS, supportano il salvataggio di livelli personalizzati, opzione non disponibile nella versione originale del gioco per NES.
Nel luglio 2019, è stato reso disponibile su Nintendo Switch agli abbonati del servizio Nintendo Switch Online.

## Sequel
Wrecking Crew '98 (レッキングクルー'98?, Rekkingu Kurū Nainti Eito) è un videogioco d'azione rompicapo del 1998 distribuito esclusivamente in Giappone per il servizio di download Nintendo Power del Super Famicom, e più tardi anche su cartuccia. A differenza dell'originale, dove l'obiettivo del giocatore è quello di ripulire ogni livello di tutti i pannelli, Wrecking Crew '98 presenta un approccio più competitivo: vari blocchi e pannelli colorati appaiono sui lati dello schermo di entrambi i giocatori, e il giocatore deve cercare di allineare tre o più pannelli dello stesso colore per rimuoverli. Quando un insieme di pannelli scompare, tutti i blocchi e i pannelli sopra di esso cadono, permettendo al giocatore di creare combo di catene. Rimuovere quattro o più pannelli dello stesso colore innescherà un attacco che ostacola l'avversario; ogni colore del pannello produrrà un diverso tipo di attacco. La partita termina quando lo schermo di un giocatore si riempie di pannelli, facendolo perdere.
La storia del gioco vede Mario ritornare al Regno dei Funghi dopo un viaggio, per poi scoprire che Bowser ha avviato una campagna per la costruzione di nuovi edifici da usare come covi, privando la flora della luce solare. Per fermare Bowser, Mario decide di riprende il suo magico martello dai tempi della Wrecking Crew e demolire le basi di Bowser. Lungo la strada, incontra i membri della squadra di squadra di costruzione di Bowser, che deve sconfiggere per distruggere la base, tra cui l'ex-rivale Foreman Spike (qui chiamato Blackey).
Oltre alla modalità storia sono presenti altre due modalità:
- Modalità Versus: una modalità competitiva in cui si può competere con il computer o con un altro giocatore. Si può scegliere tra Mario e i personaggi sbloccati nella Modalità Storia.
- Modalità Torneo: disponibile dopo che il giocatore ha completato la Modalità Storia una volta. Otto personaggi competono in un torneo a eliminazione diretta finché non ne rimarrà uno solo, che viene dichiarato campione.

Il gioco è stato ripubblicato per la Virtual Console del Wii U in Giappone il 28 settembre 2016.

## Eredità
Spike appare in Super Mario Bros. - Il film (2023), doppiato da Sebastian Maniscalco. In questa versione è l'ex capo di Mario e Luigi prima che iniziassero la loro attività idraulica. Dopo quasi 40 anni, il nome è stato standardizzato per le future apparizioni come Spike anche in Giappone, dove era precedentemente conosciuto come Blackie o Blacky per via della sua classica barba nera e degli occhiali da sole, come era già noto in tutte le regioni prima dell'uscita del film. Sebbene nulla di tutto ciò sia stato confermato ufficialmente da Nintendo, diverse riviste e articoli di notizie occidentali hanno diffuso speculazioni, misinformazione e disinformazione associando il cambio di nome in Giappone a tematiche legate al razzismo, sebbene Spike sia un uomo bianco e il Giappone non abbia la stessa cultura razziale dell'Occidente.